# Laboratoire d'informatique, de traitement de l'information et des systèmes
Le Laboratoire d'Informatique, de Traitement de l'Information et des Systèmes (LITIS) est un laboratoire de recherche public en STIC en Normandie. C'est une équipe d'accueil (EA 4108) labellisée par le Ministère de la Recherche. Le LITIS compte en janvier 2020 environ 90 chercheurs et enseignants-chercheurs, 60 doctorants et 10 équivalent temps-plein ingénieurs, techniciens et administratifs. Son directeur actuel est Laurent Heutte,.
Le LITIS est membre de la fédération de recherche CNRS Normastic - FR CNRS 3638 avec le laboratoire GREYC.

## Thèmes de recherche
Le laboratoire se compose de 7 équipes de recherche :

### Combinatoire et algorithmes (C&A)
Cette équipe s'intéresse à la manipulation de l’information au moyen de modèles algébriques : théorie des langages, combinatoire algébrique, cryptologie, etc.

### Apprentissage (App)
L'équipe Apprentissage évolue dans le domaine de reconnaissance des formes, qui utilise des techniques de modélisation et d’apprentissage statistiques (classification statistique, notamment SVM), lui permettant d’appréhender la diversité des données (dimensionnalité, structures, non stationnarité) et la nature des solutions attendues (connaissances a priori). Les principales applications sont le document, dont la reconnaissance de l'écriture manuscrite, et les interfaces cerveau-machine.

### Traitement de l'information en biologie et santé (TIBS)
L'équipe TIBS veut rechercher, indexer et extraire des informations pertinentes dans : des données biologiques (génome et expression des génomes) et des systèmes d'information en santé (CISMeF, serveur multiterminologies de santé, dossier électronique du patient).

### Quantification en imagerie fonctionnelle (QuantIF)
L'activité de recherche de l'équipe QuantIF vise à l'amélioration de la quantification et de la caractérisation des tissus sains et pathologiques par imagerie multimodalité in vivo chez l'homme et le petit animal (IRM, TEP-TDM, TDM et TEMP TDM). L'étude du thorax et des organes en mouvement est un axe important. Le groupe développe des outils d'analyse à partir d'études sur fantômes (physiques et numériques), de simulations numériques (Monte-Carlo), et d'acquisitions réalisées chez l'animal, ainsi que chez l'homme sain comme malade.

### Systèmes de transport intelligent (STI)
Les recherches de l'équipe STI concernent l'apport des sciences et technologies de l'information pour l'aide à la conduite de véhicules (ADAS : Advanced Driving Assistance Systems) par le traitement de données. L'objectif de ces travaux est le développement de systèmes embarqués capables de fournir en temps réel des informations utiles au conducteur, en milieu dégradé doté d'une faible infrastructure pour optimiser et sécuriser les déplacements.

### Multi-agents, Interaction, Décision (MIND)
L’équipe MIND mène des recherches dans le domaine des Systèmes Multi-Agents et des Agents Autonomes (en) (AAMAS) sur des problématiques de décision et d’interaction au sein de systèmes associant utilisateurs humains et agents logiciels. Les travaux de l’équipe portent sur la conception de systèmes de décision automatiques ou semi-automatiques, sur les modes d’interaction entre agents logiciels et humains ainsi que sur les interactions médiées entre utilisateurs humains.

### Réseaux d'interaction et intelligence collective (RI2C)
L’objectif général de l'équipe RI2C est la modélisation des systèmes complexes variés que l'on rencontre dans différents domaines d'applications, en logistique, gestion du risque, etc. par des réseaux d'interaction. Sur ces réseaux, on met en œuvre des processus d'intelligence collective ou en essaim(en) pour détecter des organisations que l'on réintroduit dans le système et qui évoluent, de manière dynamique, en interaction avec les systèmes et environnements applicatifs.

## Historique
Le LITIS est né en 2006 de la fusion des 4 laboratoires de recherche publics de Haute-Normandie :
- A.B.I.S.S. : Atelier de biologie, informatique, statistique et sociolinguistique (Université de Rouen)
- LIFAR : Laboratoire d'informatique fondamentale et appliquée de Rouen (Université de Rouen)
- LIH : Laboratoire d'informatique du Havre (Université du Havre)
- PSI : Perception système et information (INSA Rouen et Université de Rouen)

Historique des directeurs :
- Stéphane Canu (2006-2010)
- Thierry Paquet (2011-2019)
- Laurent Heutte (2020-)